# Hasloh
Hasloh település Németországban, Schleswig-Holstein tartományban. Lakosainak száma 3951 fő (2023. december 31.). Hasloh Quickborn és Bönningstedt községekkel határos.

## Népesség
A település népességének változása:
| Lakosok száma | 2796 | 3623 | 3715 | 3775 | 3823 | 3951 |
|               | 1975 | 2017 | 2019 | 2021 | 2022 | 2023 |